# Isla Grien
Isla Grien (en alemán: Grien-Insel) es una isla en Suiza, que es bordeada por el río Limmat y un canal artificial en la ciudad de Dietikon. La isla se encuentra en la reserva natural de Antoniloch (Naturschutzgebiet Antoniloch). En la isla se encuentra la planta de energía Dietikon (Kraftwerk Dietikon).
La isla es de 1.100 metros de largo, pero con un ancho de sólo hasta 110 metros. Su superficie es de aproximadamente siete hectáreas.